# Cryptographis perspectalis
Cryptographis perspectalis là một loài bướm đêm trong họ Crambidae.